# Лебедев, Владимир Валентинович
Владимир Валентинович Лебедев (род. 22 июня 1953, Москва) — советский и российский физик, доктор физико-математических наук, член-корреспондент РАН (2003). В 2003—2018 годах возглавлял Институт теоретической физики РАН. Также преподаёт в МФТИ и ВШЭ и является заведующим кафедры физики и технологии наноструктур факультета общей и прикладной физики МФТИ.

## Биография
Окончил Вторую математическую школу, затем Московский физико-технический институт. Защитил кандидатскую диссертацию под руководством Исаака Марковича Халатникова.

## Научная деятельность
Занимается изучением жидких кристаллов и квантовых жидкостей. Автор теории флуктуационного затухания звука в смектических жидких кристаллах. Считается одним из разработчиков теории слабой кристаллизаци.

## Публикации
Автор более 200 публикаций, в том числе:
- Falkovich G., Lebedev V., Kolokolov I., Migdal A. Instantons and intermittency // Physical Review E — Statistical Physics, Plasmas, Fluids, and Related Interdisciplinary Topics. 1996. Т. 54. № 5. С. 4896-4907.
- Balkovsky E., Falkovich G., Lebedev V., Kolokolov I. Intermittency of burgers turbulence // Physical Review Letters. 1997. Т. 78. № 8. С. 1452—1455.
- Lebedev V.V., Turitsyn K.S., Vergeles S.S. Dynamics of nearly spherical vesicles in an external flow // Physical Review Letters. 2007. Т. 99. № 21. С. 218101.

## Награды
- Медаль ордена «За заслуги перед Отечеством» II степени (15 февраля 2024 года) — за большой вклад в развитие отечественной науки, многолетнюю плодотворную деятельность и в связи с 300-летием со дня основания Российской академии наук[8]